# Johann Anton Reichenauer
Johann Anton Reichenauer, auch Franz Anton Reichenauer (tschechisch Antonín Reichenauer; vermutlich getauft 26. März 1696 in Bílina; † 17. März 1730 in Neuhaus (Böhmen)) war ein böhmischer Komponist des Barock.

## Leben
Über Reichenauers Kindheit und Ausbildung war lange Zeit so gut wie nichts bekannt. In älteren Nachschlagewerken wird angenommen, dass seine Geburt um 1694 in Prag stattfand. Eingehende Nachforschungen von Vojtěch Podroužek aus dem Jahr 2022 erbrachten die Hypothese, dass Reichenauer wohl mit jenem Franciscus Antonius Reichenauer identisch ist, der am 26. März 1696 in Bílina getauft wurde. Diese Angabe ist konsistent mit dem Neuhauser Sterberegister, wonach Reichenauer im Alter von 34 Jahren verstarb. Bei der häufig angegebenen Namensform Johann Anton, die nur durch einen Lexikoneintrag bei Bohumír Jan Dlabač bekannt, aber weder durch Urkunden noch Notenausgaben belegt ist, handelt es sich demnach möglicherweise um einen Irrtum.
Erst 1721 ist Reichenauers Aufenthalt als Chorleiter an der Dominikanerkirche St. Maria Magdalena auf der Prager Kleinseite dokumentiert. Er war außerdem mit der Kapelle des Grafen Wenzel Morzin verbunden, für die er regelmäßig Werke schrieb. Einigen Quellen zufolge arbeitete er auch für den Grafen Franz Joseph Czernin. Am Ende seines Lebens wurde er Organist an der Pfarrkirche im südböhmischen Neuhaus, wo er weniger als einen Monat nach seinem Amtsantritt verstarb.

## Werke
Zahlreiche Werke von Reichenauer sind in Archiven und Bibliotheken in Böhmen, Schlesien, Sachsen und Hessen gelagert. Das Vorhandensein in den verschiedensten Sammlungen außerhalb Prags spricht für eine gewisse Popularität über seine Heimat hinaus. Im Bibliotheksinventar des Klosters Osek aus den Jahren 1720–1733 werden insgesamt 40 geistliche Vokalwerke Reichenauers aufgeführt.
Reichenauer war als fruchtbarer Komponist von Kirchenmusik bekannt. Sein musikalisches Denken war stark von der Schule Antonio Vivaldis beeinflusst, den er häufig in seinen Werken zitierte. Er war der erste böhmische Komponist pastoraler Messen, seine „Missa Pastoralis“ in D-Dur entstand um 1720. Aus seiner Feder sind auch eine Reihe von Konzerten für Violine, Oboe, Fagott, Cello, Orchester-Ouvertüren und Triosonaten erhalten.
Erst seit Beginn des 21. Jahrhunderts erscheinen im Zuge musikwissenschaftlicher Neueditionen zahlreicher Instrumentalkonzerte Reichenauers Werke wieder in Konzertprogrammen.

## Diskografie
- 2008 Rorate Coeli – Advent & Weihnacht im barocken Prag mit dem Ensemble „Collegium Marianum“ (Label Supraphon, Serie Music from Eighteenth-Century Prague)
- 2010 Concerti – Verschiedene Solokonzerte mit dem Ensemble „Collegium 1704“ unter Václav Luks (Label Supraphon, Serie Music from Eighteenth-Century Prague)
- 2011 Concerti II – Verschiedene Solokonzerte mit dem Ensemble „Musica Florea“ unter Marek Štryncl (Label Supraphon, Serie Music from Eighteenth-Century Prague)